# Respectabiliteitspolitiek
Respectabiliteitspolitiek (ook wel bekend onder de Engelse naam respectability politics) is een wijze waarop minderheden proberen hun emancipatie te versterken. Zij benadrukken hierbij dat zij de normen en waarden van de dominante groep ondersteunen. Hierdoor zou een respectabel beeld moeten ontstaan waardoor zij sneller geaccepteerd zouden worden door de mainstream. Mensen die binnen de minderheid vallen en niet voldoen aan de normen en waarden van de dominante groep, worden hierbij vaak afgewezen door de elite binnen de eigen groep die een emancipatiewens heeft.

## Binnen verschillende minderheden
Respectabiliteitspolitiek kan teruggevonden worden binnen verschillende minderheden en emancipatiebewegingen. Zo is het terug te zien in de emancipatie van Afro-Amerikanen, Zwarte Zuid-Afrikanen, lhbti'ers en vrouwen.

### Zwarte Amerikanen en zwarte Zuid-Afrikanen
Nog altijd worden zwarte mensen bekritiseerd wanneer zij gedrag laten zien dat buiten de norm valt. Zo gaf journaliste Victoria Uwumarogie een artikel dat ze schreef voor Vice de veelzeggende titel Het lijkt wel alsof zwarte vrouwen nooit kwaad mogen worden. Veel zwarte vrouwen proberen ook een vorm van respectabiliteitspolitiek uit te dragen door hun seksualiteit op de achtergrond te plaatsen, aldus onderzoeksters Mikaela Pitman, Alice Marwick en Danah Boyd. De jongeren die zij in 2018 onderzochten deden actief aan een vorm van zelfcensuur en probeerden een zo neutraal mogelijk beeld van zichzelf te schetsen. Daarbij bleven ze verre van mensen die gedrag vertoonden dat geassocieerd werd met de lagere sociale klasse.
Dergelijke vormen van respectabiliteitspolitiek zijn al veel ouder binnen de zwarte gemeenschap. Zo stelt Simon Hall over Zuid-Afrikaanse vrouwen: "Evenals hun tegenhangers in het Zuiden van de VS combineerden deze vrouwen vormen van geweldloos verzet (zoals vreedzame protestmarsen en uitingen van burgerlijke ongehoorzaamheid) met een politiek van 'respectabiliteit'. Door zich te kleden als blanke vrouwen uit de middenklasse en zich aan te passen aan burgerlijke normen (waarmee zij ingingen tegen negatieve blanke stereotyperingen van zwarte vrouwen), door het belang van het gezin te benadrukken en door uitdrukkelijk te protesteren en zich te organiseren als vrouwen en moeders, hebben deze moedige en vastberaden activisten een 'krachtige en achtenswaardige vorm van politiek verzet gecreëerd'."
Toch is deze vorm van politiek bedrijven al veel ouder. Zo hielden onder meer Booker T. Washington en William Edward Burghardt Du Bois met zijn National Association for the Advancement of Colored People hier rekening meer. Zo werd door de NAACP Rosa Parks, die opgepakt werd omdat ze weigerde op te staan voor witte passagiers, uitgekozen als geschikte casus om juridisch te ondersteunen, hoewel Claudette Colvin al enige tijd eerder een vergelijkbare situatie had meegemaakt. Colvin, die aanzienlijk jonger was dan Parks en kort na haar aanvaring zwanger was, vertelde: "Ze zeiden dat ze geen zwangere tiener wilden gebruiken, omdat het controversieel zou zijn en dat mensen dan meer zouden spreken over de zwangerschap dan de busboycott."

### Lhbti'ers

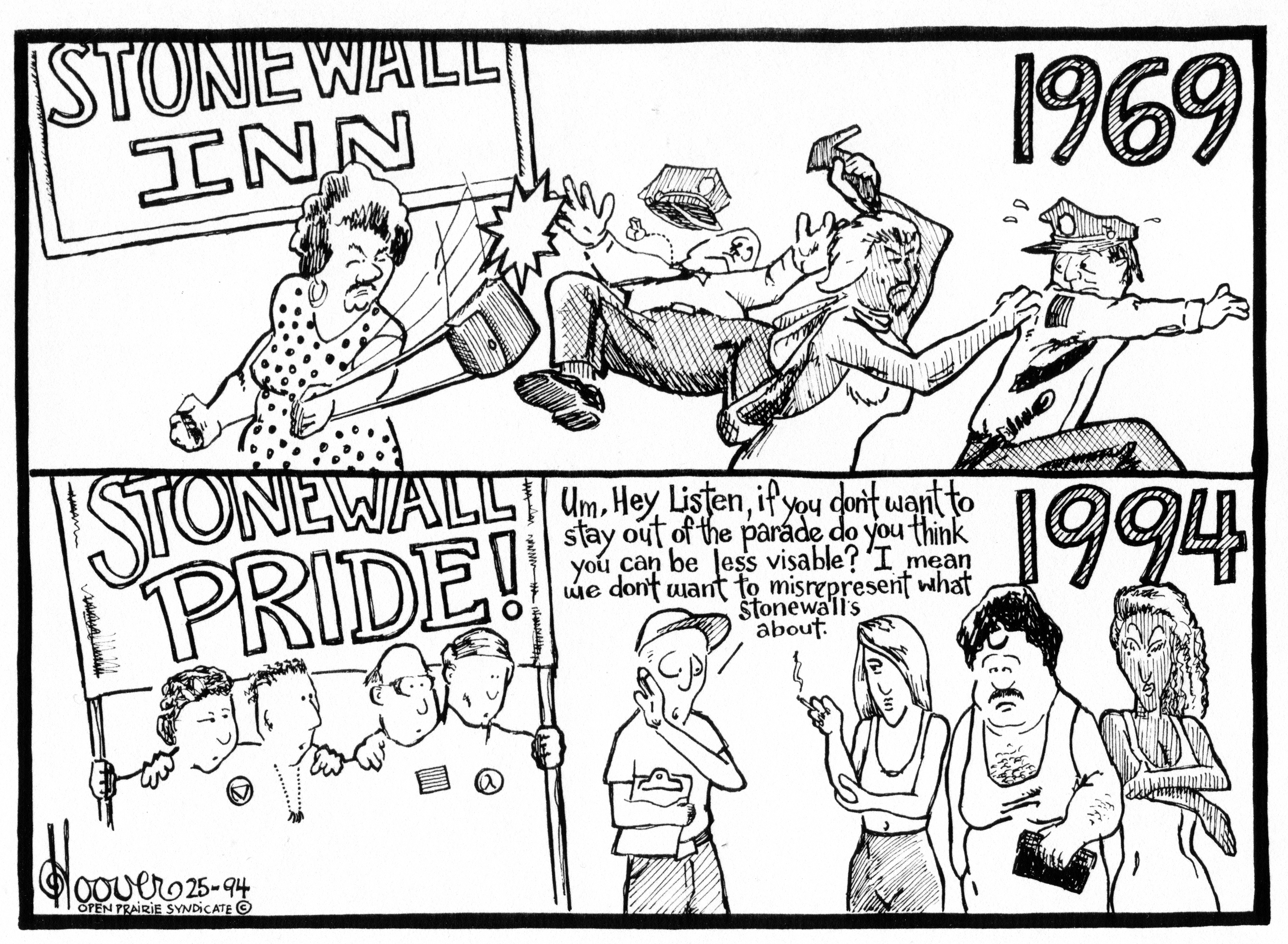
Een cartoon uit de jaren '90 die kritiek geeft op de uitsluiting van dragqueens die een grote invloed hadden op de Stonewall-rellen.

In Nederland wordt op lhbti-gebied vaak een 'doe maar normaal'-mentaliteit aangemeten. Een term die vaak in deze context gebruikt wordt is de term 'tolerantie', die meer de betekenis heeft van iets negatiefs verdragen dan van een positieve acceptatie. Dit heeft effect op het gebruik van respectabiliteitspolitiek onder lhbti'ers, zo schreef Robin Rinsma: "De omgeving wordt met deze woorden behaagd: 'geen zorgen, ik ben een 'gewone' homo, van mij hoeven jullie niets geks te verwachten'." Het is een al oude houding, die rechtstreeks uit de politiek van respectabiliteit komt.
We vinden deze houding al terug bij Friedrich Radszuweit, een van de eerste (zelf ook homoseksuele) uitgevers van homotijdschriften. Radszuweit hield er een strikte respectabiliteitspolitiek op na, waarbij hij een groep lhbti'ers omschreef als 'het slijk der aarde'. Hieronder waren transgender mensen, lesbiennes en sekswerkers. Zij dienden in zijn optiek uitgesloten te worden van de toenemende emancipatie van de 'respectabele' homo.

### Vrouwen
Ook binnen het feminisme en de vrouwenbeweging wordt er nog altijd gebruikgemaakt van respectability politics. De vraag die helaas nog altijd aan veel verkrachtingsslachtoffers wordt gesteld - 'Wat had je aan op het moment dat je verkracht werd?' - is hier een voorbeeld van.
Historisch gezien is deze politieke zienswijze ook terug te zien bij vrouwen die streden voor vrouwenkiesrecht. Zo pleitte Aletta Jacobs ervoor dat zij mocht stemmen, niet omdat ze als vrouw kiesrecht diende te krijgen, maar omdat zij als grootverdiener voldoende belasting betaalde om voor censuskiesrecht in aanmerking te komen. Hiermee sloot zij impliciet en in eerste instantie vrouwen uit die onvoldoende verdienden om hier ook voor in aanmerking te komen. De vrouwenbeweging van de eerste feministische golf valt voor het overgrote deel internationaal wel te typeren als een beweging van 'respectabele' vrouwen die zich met name richtten op de verheffing van de witte, middenklasse en hogere klasse vrouw. (Vrouwen als Wilhelmina Drucker zijn in deze de uitzondering.) Pas in latere golven zou er meer aandacht zijn voor intersectionaliteit.

## Kritiek
Op het gebruik van respectabiliteit om te emanciperen vallen wat kanttekeningen te maken. Zo kan het onder meer mensen in hun gedrag beperken en hen in een bestaanswijze dwingen die wellicht in eerste instantie niet hun keus zou zijn. Daarmee worden ze verantwoordelijk gemaakt voor hun hele groep; hun gedrag kan al dan niet bevorderend werken voor de emancipatie van de gehele groep. Daarnaast is het maar de vraag of men bij het gebruik van deze strategie ook daadwerkelijk emancipeert; het lijkt erop dat men eerder conformeert aan de dominante groep.
Tot slot laat de beoefening van deze emancipatietactiek mensen uit de minderheid vallen. Mensen die niet voldoen aan het ideaalbeeld dat geschetst wordt door de elite binnen de minderheid, genieten pas in een later stadium of zelfs helemaal niet de voordelen van emancipatie.

### Black Lives Matter
Een groep die tegen de politieke benadrukking van respectabel gedrag in het verweer is gekomen, is de Black Lives Matter-beweging. De beweging kwam op gang na de dood van onder anderen verschillende jonge, zwarte mannen die bijvoorbeeld een hoody droegen en daarom vanuit vooroordelen werden aangemerkt als 'verdacht' of 'gevaarlijk'. In 2016 leek de beweging nog niet veel invloed te hebben uitgeoefend op de verslaggeving over dergelijke moorden, hoewel de onderzoekers aangaven dat het wellicht nog wat te vroeg was om hier uitspraken over te doen.